# Monarch Mountain
Monarch Mountain je jedním z hlavních vrcholů Pacific Ranges (Pacifického pásma) Pobřežních hor v jižní Britské Kolumbii o nadmořské výšce 3555 metrů. Nachází se na východě hor mezi řekou Klinaklini a jižní částí toku řeky Atnarko, která je přítokem Bella Coola River. V okolí hory Monarch Mountain se nachází ledovec Monarch Icefield, nejsevernější z hlavních ledovců Pacifického pásma, a jižně od něj je největší ledovec Pacifického pásma Ha-Iltzuk Icefield. Monarch Mountain se nachází na jižním konci Tweedsmuir South Provincial Park.
Prvovýstup uskutečnili 16. června 1936 Henry S. Hall Jr. a Hans Fuhrer.